# Бунешть (Мелурень, Арджеш)
Бунешть, Бунешті (рум. Bunești) — село у повіті Арджеш в Румунії. Входить до складу комуни Мелурень.
Село розташоване на відстані 124 км на північний захід від Бухареста, 19 км на північний захід від Пітешть, 107 км на північний схід від Крайови, 97 км на південний захід від Брашова.

## Населення
За даними перепису населення 2002 року у селі проживали 728 осіб.
Національний склад населення села:
| Національність | Кількість осіб | Відсоток |
| -------------- | -------------- | -------- |
| румуни         | 713            | 97,9%    |
| цигани         | 15             | 2,1%     |

Рідною мовою назвали:
| Мова      | Кількість осіб | Відсоток |
| --------- | -------------- | -------- |
| румунська | 713            | 97,9%    |
| циганська | 15             | 2,1%     |